# Pselaphochernes anachoreta
Espèce
Synonymes
- Chelifer anachoreta Simon, 1878

Pselaphochernes anachoreta est une espèce de pseudoscorpions de la famille des Chernetidae.

## Distribution
Cette espèce se rencontre en France, en Italie, en Espagne, au Maroc, en Algérie, en Tunisie et en Iran.

## Description
L'holotype mesure 2,5 mm.

## Publication originale
- Simon, 1878 : Études arachnologiques. Septième mémoire (1) XI. Liste des espèces de la famille des Cheliferidae qui habitant l'Algérie et le Maroc. Annales de la Société Entomologique de France, no 5, vol. 8, p. 145-153 (texte intégral).